# Морейра, Делфин
Делфи́н Море́йра да Ко́ста Рибе́йру (порт. Delfim Moreira da Costa Ribeiro; 7 ноября 1868, Кристина, Минас-Жерайс, Бразильская империя — 1 июля 1920, Санта-Рита-ду-Сапукаи, Минас-Жерайс, Бразилия) — бразильский государственный деятель, адвокат и судья, десятый президент Бразилии (1918—1919).

## Биография
Родился в семье выходца из Португалии. В 1890 году окончил Юридический факультет университета Сан-Паулу. Политическую карьеру начал в 1894 году, когда был избран депутатом в законодательную ассамблею Минас-Жерайса. Позже работал министром внутренних дел штата. 
В 1909 году был избран в Палату депутатов Бразилии, но вскоре вернулся на пост министра внутренних дел Минас-Жерайса. В 1914—1918 годах занимал пост губернатора штата Минас-Жерайс.
В 1918 году был избран вице-президентом Бразилии. 15 ноября вступил в должность президента, так как избранный президент Родригис Алвис не смог сделать этого в связи с болезнью и 16 января 1919 года скончался.
Его короткий срок был отмечен обострением социальных проблемам, особенно выросло число забастовок. Страдая во время исполнения полномочий главы государства от болезни, он фактически передал управление в руки министра транспорта Афраниу ди Мело Франку. В этот период  была проведена административная реформа штата Акри, переиздан доработанный Гражданский кодекс Бразилии. 
Согласно Конституции Бразилии в данной ситуации должны быть назначены новые выборы, что и было сделано. Новым президентом был избран Эпитасиу Песоа. Морейра же оставался на посту вице-президента вплоть до своей смерти 1 июля 1920 года. Одновременно являлся президентом Сената Бразилии.

## Память
В честь Морейры назван муниципалитет Делфин-Морейра в его родном штате Минас-Жерайс.